# Getenesh Urge
Getenesh Urge, née le 30 août 1970, est une athlète éthiopienne.

## Carrière
Getenesh Urge remporte la médaille de bronze du 1 500 mètres aux Championnats d'Afrique d'athlétisme 1988 à Annaba, aux Jeux africains de 1991 au Caire et aux Championnats d'Afrique d'athlétisme 1993 à Durban et la médaille de bronze du 3 000 mètres aux Championnats d'Afrique d'athlétisme 1992 à Belle Vue Maurel. Elle est 13e de la finale du 5 000 mètres féminin aux championnats du monde d'athlétisme 1999 à Séville et éliminée en séries du 1 500 mètres féminin aux Jeux olympiques d'été de 1992 à Barcelone.
Elle est médaillée d'argent en cross long par équipes aux Championnats du monde de cross-country 1990 à Aix-les-Bains, aux Championnats du monde de cross-country 1994 à Budapest, aux Championnats du monde de cross-country 1996 à Stellenbosch et aux Championnats du monde de cross-country 1998 à Marrakech, médaillée d'argent en cross court par équipes aux Championnats du monde de cross-country 2000 à Vilamoura et médaillée de bronze en cross long par équipes aux Championnats du monde de cross-country 1992 à Boston.